# Attacker You!
Attacker You! (яп. アタッカーYOU! Аттака: Ю:) — японская манга совместной работы Сидзуо Койдзуми и Юн Макимура, которая публиковалась издательством Kodansha. Позже на основе сюжета манги студией Knack Productions был выпущен аниме-сериал в 58 серий. Он впервые транслировался по телеканалу TV Tokyo с 13 апреля 1984 по 21 июня 1985. 20 августа 2004 года вышла DVD-версия.
Сериал получил очень широкую популярность на территории Японии, а также в Европе, в таких странах как Италия (Mila e Shiro, due cuori nella pallavolo), Франция (Jeanne et Serge),Испания (Dos fuera de serie или Juana Sergio) и Польша (Pojedynek Aniolow). Только в 2012 году сериал был лицензирован на территории США.
В 2008 году, через 24 года был создан второй сезон сериала под названием — New Attacker You (яп. 続・アタッカーYOU　金メダルへの道). Новый сериал транслировался во время Олимпийских игр, в Китае. Сериал транслировался впервые в Китае по детскому каналу Darian Cartoon. В Японии сериал был выпущен сразу в DVD без трансляции.

## Сюжет
История повествует о молодой и энергичной девушке Ю Хадзуки, которой 13 лет. Она школьница средних классов и приехала в Токио из маленькой японской деревни, где жила с бабушкой и дедушкой, чтобы теперь жить со своим отцом. Хадзуки в новой школе вступает в женскую футбольную команду и быстро становится популярной. Однако отца это совершенно не устраивает, и он только злится при упоминании о футболе, хотя сам является ярым поклонником известной футболистки Японии — Канако Тадзима и никогда не пропускает матчей с её участием.
Ю, будучи очень одарённой футболисткой, попадает в сборную волейбольной команды Японии, которая должна была принять участие в олимпийских играх в Сеуле 1988 года. Однако первое время пребывания приводит ко многим проблемам, например Ю порой бывает неуклюжей, плохо срабатывается в новой команде и часто конфликтует с лучшим игроком команды — Нами Хаясэ. К тому же тренер команды очень жестоко обращается с теми, кто допускает ошибки во время игры. Так, например, после каждой игры он ударяет девушку по лицу за очки, которая получила команда соперников. Несмотря на всё это, Ю благодаря оптимизму и уверенности становится одним из лучших игроков команды.

## Роли озвучивали
- Юко Кобаяси — Ю Хадзуки
- Наоко Мацуи — Нами Хаясэ
- Китон Ямада — Аннонсист
- Эрико Хара — Оки
- Хироко Ниси — Оки
- Руна Акияма — Санни
- Роко Такидзава — Така
- Сатоко Кито — Мэйко Нанао (Тиби)
- Рэй Игараси — Мина
- Кадзуюки Согабэ — Синго Митамура
- Юми Такада — Эри Такигава
- Сигэдзо Сасаока — Тренер Даймон
- Кумико Такидзава — Канако Тадзима
- Митихиро Икэмидзу — Тосихико Хадзуки

## Сюжет 2 сезона
Действие переносится в Китай. События происходят через несколько лет после Олимпийских игр в Сеуле в 1988 году через несколько лет после окончания событий первого сериала. Команда леди-драконов после поражения в чемпионате находится на гране развала. Но однажды к ним приходят три «звезды» волейбола: Янг Минг, Нами Хаяс и Со Татики, а также новый тренер и чемпион Кунг-Фу. Новые члены убеждают команду взять себя в руки и снова возродится. В целях дальнейшего укрепления команды Нами предлагает также поехать в Японию, чтобы пригласить в команду Ю Хадзуки, которая после изнурительных тренировок повредила себе Ахиллово сухожилие, из-за чего уже 2 года не могла заниматься спортом. Это произошло во время игры с Эри Такигавой, которая позже попала в аварию, из-за чего была вынуждена закончить свою спортивную карьеру навсегда.